# Matigramma rubrosuffusa
Matigramma rubrosuffusa là một loài bướm đêm trong họ Erebidae.